# Emmanuel Loewy
Pour les articles homonymes, voir Lœwy.
Emmanuel Loewy ou Löwy (Vienne, 1er septembre 1857-Vienne, 11 février 1938) est un archéologue et historien autrichien.

## Biographie
Emmanuel Loewy étudie l'archéologie classique à Vienne avec Alexander Conze, dont il suit le séminaire d'archéologie et d'épigraphie qu'il a créé en 1876, et Otto Benndorf. Il est aussi fortement influencé par les travaux de Otto Hirschfeld et participe en 1882 à la deuxième expédition de celui-ci à l'hérôon de Gjölbaschi-Trysa en Lycie.
Professeur d'archéologie et d'histoire de l'art à l'université de Rome (1889) et à la Scuola italiana d'archeologia (1901), il y forme une génération d'importants archéologues italiens tels que Alessandro Della Seta, Luigi Pernier ou Giulio Quirino Giglioli.
Il obtient en 1892 la fondation du musée des moulages mais, par les innovations qu'il introduit et les oppositions de savants comme Luigi Pigorini et Karl Julius Beloch, faillit perdre son poste à l'université.
Ami de Sigmund Freud, il exerce une grande influence sur lui. Freud définit la psychanalyse comme « l'archéologie de l’âme » après des discussions avec lui et la lecture des travaux de Lowy.

## Travaux
- Untersuchungen zur griechische Künstlergeschichte, 1883
- Inschriften griechischer Bildhauer, 39 éditions entre 1885 et 2016
- Lysipp und seine Stellung in der griechische Plastik, 1891
- Naturwiedergabe in der älteren griechischen Kunst, 1900
- Die griechische Plastik, 97 éditions entre 1910 et 1924
- La Scultura greca, 1911
- Neuattische Kunst, 1922
- Die Anfänge des Triumphbogens, 1928
- Polygnot, ein buch von griechischer malerei, 1929
- Zur Chronologie der frühgriechischen Kunst; die Artemistempel von Ephesos, 1932
- Der Beginn der rotfigurigen Vasenmalerei, 1937
- Zur Datierung attischer Inschriften, 1937